# Línea 14 (Santa Fe)
Línea 14 es una línea de transporte urbano de pasajeros de la ciudad de Santa Fe, Argentina. El servicio está actualmente operado por Autobuses Santa Fe S.R.L..

## Recorridos

### 14
Servicio diurno y nocturno.
Recorrido: Azcuénaga - Defensa - Pavón - C. Echagüe - A. Casanello - Av. Gral. Paz - J.del Campillo - Rep. de Siria - San Luis - La Rioja - San Gerónimo - Salta - San Juan - A. Durán (1° Junta) - J. D. Solís - Nac. Unidas - Bv. Pellegrini - Av. Freyre - Monseñor Zazpe - Bv. Zavalla - J.J. Paso - 9 de Julio - Mendoza - Rivadavia - Ob. Gelabert - Balcarce - Belgrano - Iturraspe - Necochea - Av.Gral. Paz - A. Casanello - P. Cullen - Ob. Príncipe - Talcahuano - J. de la Rosa - Riobamba. Parada

### Combinaciones
Con la Línea 10 al sur y al norte, en Plaza del Soldado.

### Ampliación
A partir del 2009, entre las 6 y las 9, las 11:30 y 13:30, y de 16:30 a 18, la línea 14 amplio su recorrido ingresando por J. D. de Solís hacia Naciones Unidas, Bv. Pellegrini y Av. Freyre, retomando luego su recorrido habitual.